# Сомет-Окур
Сомет-Оку́р (фр. Sommette-Eaucourt) — коммуна во Франции, находится в регионе Пикардия. Департамент коммуны — Эна. Входит в состав кантона Рибмон. Округ коммуны — Сен-Кантен.
Код INSEE коммуны — 02726.

## Население
Население коммуны на 2015 год составляло 186 человек.
| 1962 | 1968 | 1975 | 1982 | 1990 | 1999 | 2010 | 2015 |
| ---- | ---- | ---- | ---- | ---- | ---- | ---- | ---- |
| 188  | 172  | 173  | 139  | 150  | 157  | 158  | 186  |

## Экономика
В 2010 году среди 108 человек трудоспособного возраста (15—64 лет) 75 были экономически активными, 33 — неактивными (показатель активности — 69,4 %, в 1999 году было 63,4 %). Из 75 активных жителей работали 67 человек (38 мужчин и 29 женщин), безработных было 8 (2 мужчин и 6 женщин). Среди 33 неактивных 6 человек были учениками или студентами, 13 — пенсионерами, 14 были неактивными по другим причинам.